# Elly Burckhardt
Elly Burckhardt de Echeverry (Cali, 9 de julio de 1940 - 3 de febrero de 2024) fue una arquitecta y urbanista colombiana de ascendencia alemana nacida en Cali, Valle del Cauca. Su obra ha sido desarrollada principalmente en la ciudad de Cali, donde ha sido una de las responsables del desarrollo urbanístico de la ciudad. Fue Concejal del municipio de Santiago de Cali por el Movimiento Cívico contra la Corrupción.

## Biografía

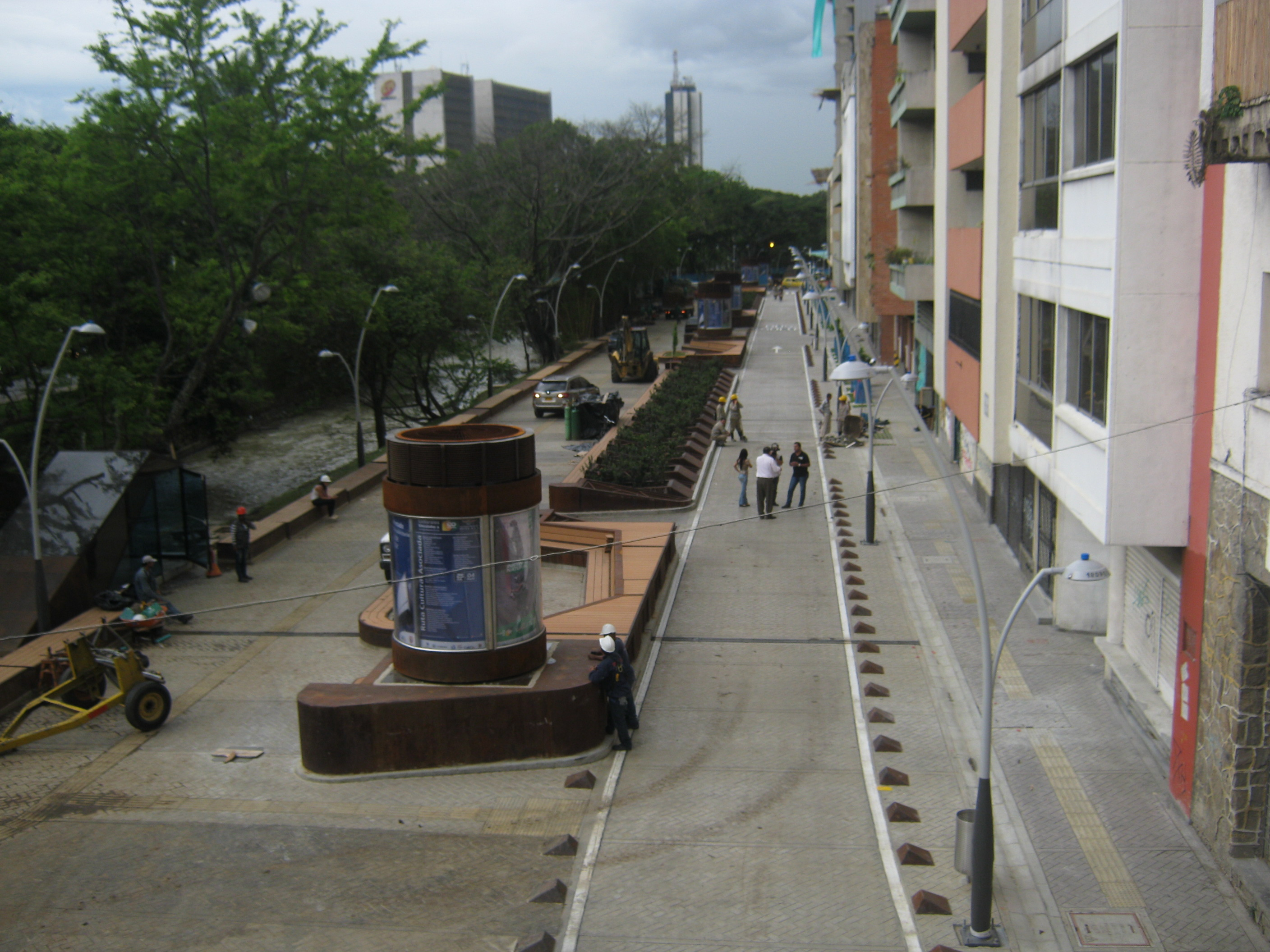
Bulevar de la Avenida Colombia

Burkhardt es egresada del Liceo Benalcázar de la Ciudad de Cali. Ingresó a la Universidad del Valle al reciente programa de Arquitectura del cual fue parte de su primera promoción de egresados en 1958. Posee una Maestría en Administración Industrial y es especialista en Urbanismo y Paisajismo. Durante 1985 y 1987 fue presidenta de la Sociedad Colombiana de Arquitectura
Junto a su esposo Tulio Echeverri Roiz fundó el estudio Burckhardt & Echeverri en 1962 tras regresar de trabajar en París. Diseñó la Unidad Deportiva Jaime Aparicio que fue una de las principales instalaciones de los Juegos Panamericanos de 1971. Fue la encargada del diseño del Bulevar de la Avenida Colombia y su hundimiento, como solución al tráfico de la avenida. Ésta es considerada una de las obras arquitectónicas de mayor impacto social y urbanístico realizadas en la ciudad de Cali. Esta obra ha sido reconocida con diversos premios, destacándose el otorgado en 2014 por la Sociedad Colombiana de Arquitectura mediante la XXIV Bienal Colombiana de Arquitectura.

## Premios y condecoraciones
- Premio Karl Brunner: Primer lugar XXIV Bienal Colombiana de Arquitectura en la categoría Diseño urbano y Paisajismo. Obra: Bulevar de la Avenida Colombia[7][8]
- Medalla al Mérito Cívico de Santiago de Cali.[9]